# Claudia Porwik
Claudia Porwik (ur. 14 listopada 1968 w Coburgu) – niemiecka tenisistka, reprezentantka kraju w Fed Cup.

## Kariera tenisowa
Zawodową tenisistką Porwik była w latach 1984–1997. Większe sukcesy odnosiła w grze podwójnej, wygrywając łącznie sześć turniejów rangi WTA Tour. W nieco mniej prestiżowych imprezach pod auspicjami ITF odniosła trzy zwycięstwa turniejowe w singlu i jedno w deblu. Nieprzerwanie kończyła w pierwszej setce rankingu gry pojedynczej sezony 1988–1993. Najwyższe miejsce w klasyfikacji singla zajmowała w kwietniu 1990 (nr 29), a w klasyfikacji debla w kwietniu 1994 (nr 24).
W turniejach wielkoszlemowych największym sukcesem Porwik był półfinał Australian Open 1990. Niemka pokonała wówczas m.in. Austriaczkę Judith Wiesner, a w trzeciej rundzie w pojedynku z nią skreczowała rozstawiona z numerem drugim Gabriela Sabatini. Porwik uległa dopiero Amerykance Mary Joe Fernández. Dwa lata wcześniej niemiecka zawodniczka osiągnęła w tym turnieju ćwierćfinał, eliminując m.in. rozstawioną z dziesiątką Barbarę Potter i przegrywając z Chris Evert. W pozostałych turniejach Wielkiego Szlema nigdy nie awansowała dalej niż do trzeciej rundy – dotarła do tego etapu na French Open 1986, Wimbledonie 1992 i US Open 1992. Podczas meczu trzeciej rundy Australian Open 1993 musiała uznać wyższość utytułowanej rodaczki Steffi Graf (skreczowała po wysoko przegranym pierwszym secie). Trzykrotnie Porwik była w ćwierćfinałach wielkoszlemowych w deblu (Australian Open 1989 z Catherine Tanvier, Wimbledon 1988 z Marią Lindström, US Open 1992 z Rachel McQuillan).
Wieloletnia reprezentantka Niemiec (początkowo RFN) w Fed Cup, regularnie znajdowała się w kadrze (m.in. w 1992, kiedy Niemki zdobyły trofeum), ale wobec silnej konkurencji (przede wszystkim Graf i Anke Huber) rzadko miała okazję występować w spotkaniach międzypaństwowych. Zaliczyła łącznie pięć meczów, zarówno w singlu jak i deblu, z czego wygrała trzy. W deblu partnerowała m.in. Bettinie Bunge (w 1986 porażka z Amerykankami Pam Shriver i Martiną Navrátilovą), w singlu pokonała Holenderkę Manon Bollegraf. Po raz ostatni wystąpiła w reprezentacji w 1995 w przegranym meczu z Hiszpankami (w parze z Huber zdobyła punkt przeciwko Virginii Ruano Pascual i Maríi Sánchez Lorenzo).
Po zakończeniu aktywnej kariery zawodniczej Porwik zajęła się prowadzeniem akademii tenisowej w Fürth.